# Ally Angula

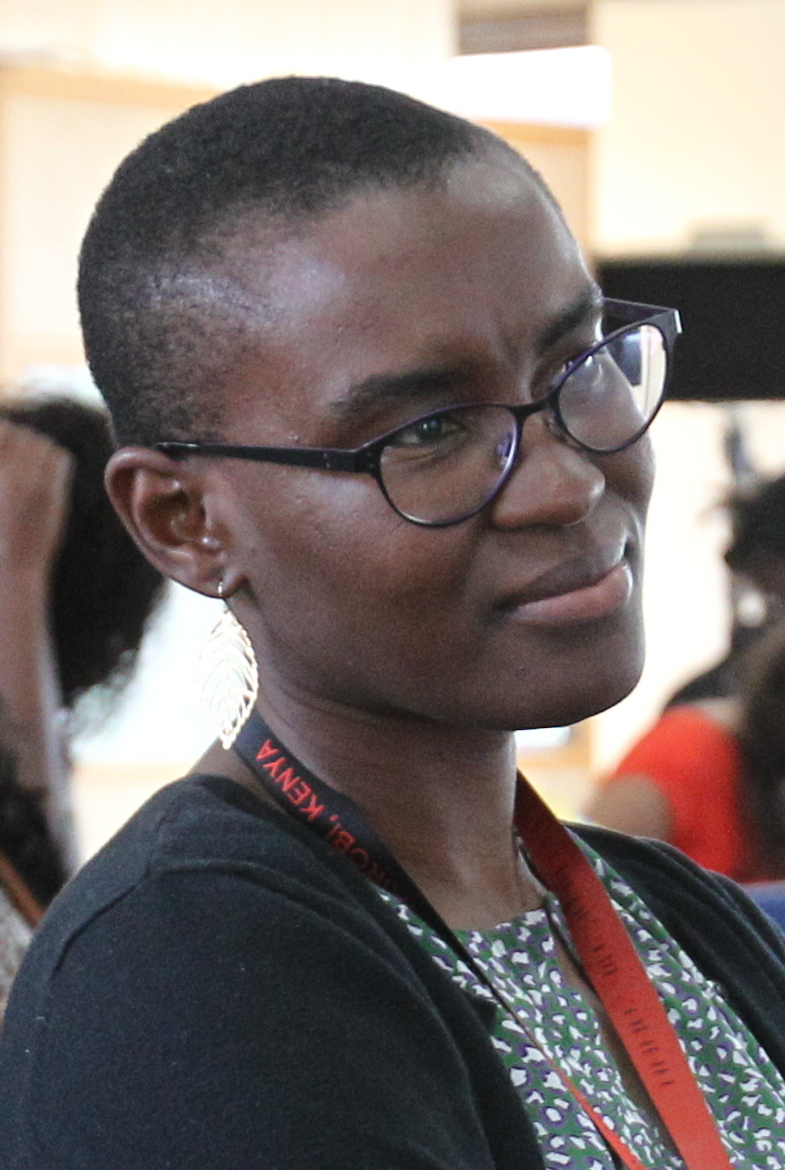
Ally Angula (2015)

Ally Angula (* 20. Jahrhundert) ist eine namibische Buchhalterin und Unternehmerin. 
Angula hält die tertiären Bildungsabschlüsse B.Acc, B.Acc (Hons) und ist ein Chartered Accountant.
Angula arbeitete als Hauptstaatsbuchhälterin und für die Wirtschaftsprüfergesellschaft KPMG. Sie wurde 2015 vom World Economic Forum als eines von 17 Mitgliedern aus Subsahara-Afrika in das Forum of Young Global Leaders from Sub Saharan Africa gewählt. Sie ist Mitglied des Global Future Council.
Politisch vertritt Angula die Interessen von jungen Menschen. Aus ihrer Initiative A Better Life gingen ihre Ambitionen für das höchste Amt in Namibia hervor.
Angula wollte bei der Präsidentschaftswahl in Namibia 2024 als Kandidatin antreten, erreichte aber nicht die nötigen 7000 Unterschriften zur Nominierung.

## Auszeichnungen
- 2015: Africa Business Woman of the Year